# 新世紀ウルトラマン伝説
『新世紀ウルトラマン伝説』（しんせいきウルトラマンでんせつ）は2002年8月3日に公開された円谷プロダクション製作の映画。松竹系にて公開。同時上映は『ウルトラマンコスモス2 THE BLUE PLANET』。

## 概要
初代ウルトラマンからウルトラマンコスモスまでのウルトラマンたちが総登場し、家族が見るテレビで巡る総集編的なライブ映像と、天空魔と戦う新撮部分から構成される。監督は、平成ウルトラシリーズでプロデューサーを務めていた鈴木清が担当した。
アニメ『ザ☆ウルトラマン』のウルトラマンジョーニアスや、アニメ映画『ウルトラマンUSA』のウルトラマンチャック、ウルトラマンスコット、ウルトラウーマンベスも、実写で登場する。登場するウルトラマン全員がスペシウム光線を放つシーンもある。
映像の所々では、ウルトラマンたちがオリジナル体操「ウルトラマンエクササイズ」を披露している。「ウルトラマンエクササイズ」は、2002年のアトラクションショーでも定番曲として用いられたほか、テレビ番組『トリビアの泉』でも取り上げられた。「ウルトラマンエクササイズ」の開発は、後の「カラフィットエクササイズ」の考案者である周防進（進之介）によって行われている。

## あらすじ
ウルトラマンが大好きな家族のボクとパパは、不思議な紙飛行機にのってテレビの中の世界に入り、ウルトラ戦士たちと一緒に怪獣たちと戦う。全ての世界を回った後、空が暗雲に包まれ怪獣たちの怨念が集結して誕生した暗黒妖鬼天空魔が出現。ウルトラ28ヒーローとの決戦が始まる。

## 登場ウルトラマン
- ウルトラマン
- ゾフィー
- ウルトラセブン
- ウルトラマンジャック
- ウルトラマンエース
- ウルトラマンタロウ
- ウルトラマンレオ
- アストラ
- ウルトラマンジョーニアス
- ウルトラマン80
- ユリアン
- ウルトラの父
- ウルトラの母
- ウルトラマンキング
- ウルトラマンチャック
- ウルトラマンスコット
- ウルトラウーマンベス
- ウルトラマンG
- ウルトラマンパワード
- ウルトラマンゼアス
- ウルトラマンナイス
- ウルトラマンネオス
- ウルトラセブン21
- ウルトラマンティガ
- ウルトラマンダイナ
- ウルトラマンガイア
- ウルトラマンアグル
- ウルトラマンコスモス

## 登場怪獣

### 暗黒妖鬼 天空魔
ウルトラ戦士たちが過去に倒した怪獣たちの怨念が集結して誕生した、顔だけの悪鬼。口から1発に20体の怪獣の怨念を込めた怨念火炎弾を連続発射する。ガイアとアグルのタッチアンドショットを浴びて怯み、さらにキング、父、母、ゾフィーの指示を受けたウルトラ24戦士の光線を一度に浴びて倒された。

### 歴代シリーズからの登場
全てライブ映像。並びは登場順。
- バルタン星人（ベーシカルバージョン）
- ザラガス
- ガッツ星人
- グドン
- ツインテール
- レッドジャック
- シグナリオン
- ギロン人
- アリブンタ
- バードン
- アストロモンス
- メドウーサ星人
- ミエゴン
- レッドギラス
- ガロン
- リットル
- ゲラド
- バゴン
- ファイヤードラコ
- プラズマ
- マイナズマ
- キングマイラ
- ゲルカドン
- ブローズ
- パワードケムラー
- パワードバニラ
- パワードアボラス
- ザムリベンジャー
- サゾラ
- ノゼラ
- ウルトラマンシャドー
- コッテンポッペ
- クイーンモネラ
- キングオブモンス
- バジリス
- スキューラ

## キャスト
- パパ：布川敏和
- ママ：小野日路美
- ボク：くぼかんじ

- ウルトラ28ヒーロー
  - ウルトラマンナイス：秋草涼
  - ウルトラマンティガ、ウルトラマンコスモス：安藤道泰
  - ウルトラマンキング、ウルトラマンコスモス：岩田栄慶
  - ウルトラマン80：岩崎賢太郎
  - ゾフィー：岩崎晋弥
  - ウルトラマンチャック：永田朋裕
  - ウルトラウーマンベス：太田智美
  - ウルトラマンガイア：釜下和之
  - ウルトラマンスコット：加藤尚之
  - ウルトラマンタロウ：河本賢彦
  - ウルトラマンエース：国本司
  - ウルトラセブン21：小林豊明
  - ウルトラマンジャック：小宮啓志
  - ウルトラマンキング：黒崎真司
  - ウルトラの母：酒井亜美
  - ウルトラマンダイナ：白浜孝次
  - ウルトラマンネオス：相馬絢也
  - ウルトラマングレート：田辺信彦
  - ウルトラマンゼアス：田畑幸路
  - ウルトラマンアグル：中村博亮
  - ウルトラマン：平井敬太
  - ウルトラの父：平間大輔
  - ユリアン：福岡まどか
  - ウルトラマンコスモス：藤瀬裕幸
  - アストラ：諸間亮
  - ウルトラマンレオ：山田達也
  - ウルトラマンコスモス（ルナモード）、ウルトラセブン：山本諭
  - ウルトラマンパワード：吉田淳
  - ウルトラマンジョーニアス：吉野徹
  - ユリアン：鈴木理香子
  - 荻野英範
  - ウルトラマンゼアス：長谷川恵司

※以下ノンクレジット出演者
- 予告編ナレーション：杉浦太陽

## スタッフ
- 製作総指揮：円谷一夫
- 監督：鈴木清
- プロデューサー：鈴木清、吉田剛、佐藤明宏、河野聡、間瀬泰宏、丸谷嘉彦、鵜沢道彦、小松崎孝一
- 撮影：大岡新一
- 構成：荻野友大、白石雅彦、なかの★陽
- 音楽：矢野立美
- 音楽プロデューサー：玉川静
- 主題歌：Project DMM「ウルトラマン伝説」
- 挿入歌：Project DMM「空想少年」
- 編集：板垣恵一、福永大輔
- 美術：大澤哲三
- 録音：浦田和治
- 視覚効果：小野寺浩
- 操演：根岸泉
- CGプロダクション：イクシード
- 殺陣：車邦秀
- 振付：周防 進（進之介）
- 新世紀ウルトラマン伝説製作委員会（円谷プロダクション・バンダイ・バンダイビジュアル・TBS・毎日放送・講談社・小学館・セイカ・松竹）